# 地幔过渡带
地幔过渡带是上地幔与下地幔之间的一个区域，深度在410至660 km。主要由橄榄岩构成。这种划分是依据地震波速的突变：在410km（14GPa），橄榄石的晶体粒度随着压力升高转变为更高密度和波速的瓦兹利石；在过渡带520km的更深处，瓦兹利石变成尖晶橄榄石与石榴石；而在660km（23.5GPa），高压相的尖晶橄榄石随着压力升高发生了两种密度更大的后尖晶石相变：布里奇曼石（bridgmanite）与方镁石。矿物物理学的超高压相变实验提供了证据。
从下地幔来的物质经过410 km界面时,瓦兹利石会发生相变成为橄榄石，并释放出水，形成一个熔体层。即“过渡带水过滤全地幔对流模型”。
水合尖晶橄榄石下降到过渡区以下区域时，压力的增高会将水挤出，导致矿物融化，形成一个熔体层，导致地震波突然减速。